# 노덴스

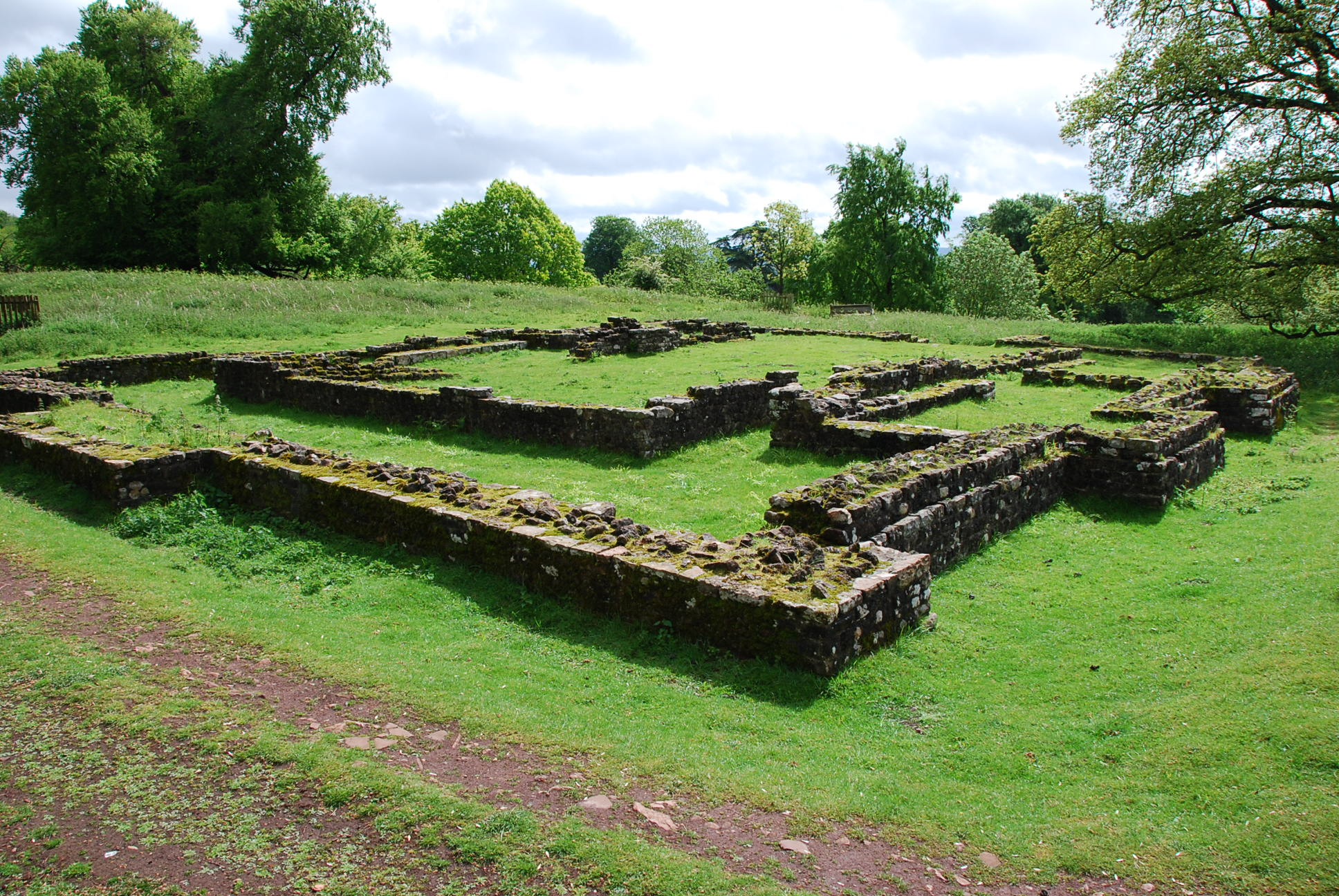
리드니 공원의 사원 유적.

노덴스(Nodens, Nudens, Nodons)는 켈트 신화에 등장하는 치료, 바다, 수렵, 개의 신이다. 노덴스는 고대 브리튼에서 숭배되었으며, 글로스터셔의 리드니 공원에 그 사원 유적이 남아 있다. 노덴스와 동격으로 생각되는 신으로는 로마 신화의 마르스, 메르쿠리우스, 실바누스, 그리고 아일랜드 신화의 누아다 아르케트라브, 웨일즈 신화의 누드가 있다.